# Kofax
Tungsten Automation, voorheen gekende als Kofax, is een bedrijf dat informatie-capturesoftware ontwikkelt en diensten levert voor documentmanagementsystemen en contentmanagementsystemen.
Het bedrijf is beursgenoteerd aan de London Stock Exchange.

## Historie
Het bedrijf is in 1985 opgericht en in 1999 overgenomen door de DICOM Group. In 1996 stond het bedrijf genoteerd aan de Alternative Investment Market en voor het eerst genoteerd aan de London Stock Exchange in 1997.
In 2008 heeft het moederbedrijf (voorheen bekend als de Dicom Group), als onderdeel van een brandinginitiatief, haar naam veranderd in Kofax.
In mei 2011 kocht Kofax Atalasoft Inc. aan, een kleine softwareonderneming die voornamelijk bekend is om haar DotImage Imaging Toolkit. In december 2011 kocht Kofax daarnaast Singularity Limited aan, een aanbieder van Business Process Management (BPM) en casemanagementsoftware.
Op 2 maart 2015 maakte Kofax bekend dat ze het Nijmeegse bedrijf Aia Software (ongeveer 70 werknemers) hebben overgenomen voor 19,5 miljoen dollar.
Op 16 januari 2024 voerde Kofax een naamswijziging door naar Tungsten Automation.